# Муфтах, Халид
Халид Муфтах Маюф (араб. خالد مفتاح‎, 2 июля 1992, Эль-Вакра, Катар) — катарский футболист, защитник. В настоящее время выступает за команду «Аль-Духаиль».

## Карьера
До 2010 года играл за «Аль-Вакру». Затем перешёл в «Лехвию» (ныне называется «Аль-Духаиль») В составе него шесть раз становился чемпионом Катара, выигрывал Кубок Эмира в 2016 и 2018 году.
В составе сборной Катара выступает с 2010 года. 14 июля 2014 года в товарищеском матче против Индонезии забил свой единственный мяч за национальную команду.
В 2015 году был в составе сборной на Кубке Азии. На турнире сыграл только в матче с Бахрейном.